# Ge-Ma-Hi
Ge-Ma-Hi is een historisch merk van motorfietsen.
De bedrijfsnaam was: Marquardt & Hillmann, Ge-Ma-Hi AG, Magdeburg-Buckau.
Marquardt & Hillmann begonnen pas in 1924 motorfietsen te bouwen, toen de Duitse "motorboom" na de Eerste Wereldoorlog al bijna op zijn einde liep. Toch wist het merk tot 1927 te overleven. Men experimenteerde met verschillende typen frames en inbouwmotoren. De motorblokken waren 131cc-Esbe-, 149cc-Bekamo- en Grade- en 147- en 175cc-Villiers-modellen.
De naam Marquardt duidt op een mogelijk verband met de merken Frima en Mawi.